# Canton d'Alençon-1
Le canton d'Alençon-1 est une division administrative française située dans le département de l'Orne et la région Normandie.
À la suite du redécoupage cantonal de 2014, les limites territoriales du canton sont remaniées.

## Géographie
Ce canton est organisé autour d'Alençon dans l'arrondissement d'Alençon. Son altitude varie de 115 m (Saint-Céneri-le-Gérei) à 411 m (Saint-Nicolas-des-Bois) pour une altitude moyenne de 197 m.

## Histoire
Ancien canton d'Alençon-Ouest.
Par décret du 25 février 2014, le nombre de cantons du département est divisé par deux, avec mise en application aux élections départementales de mars 2015. Le canton d'Alençon-1 est conservé et voit ses limites territoriales remaniées.

## Représentation

### Conseillers d'arrondissement (de 1833 à 1940)
Le canton d'Alençon Ouest avait deux conseillers d'arrondissement à partir de 1842.
| Période                                  | Période           | Identité                                 | Étiquette    | Qualité |
| ---------------------------------------- | ----------------- | ---------------------------------------- | ------------ | --- |
| 1833                                     | 1836              | M. Savary                                |              | Avocat à Alençon                                                                                            |
| 1836                                     | 1848              | Nicolas François Châteauthierry-Dubreuil |              | Propriétaire à Alençon                                                                                      |
| 1842                                     | 1848              | Émile Lévêque-Leveau                     |              | Président du Tribunal civil d'Alençon                                                                       |
| 1848                                     |                   | Léon Duchesne de La Sicotière            | Centre droit | Avocat et historien, conseiller municipal d'Alençon, député (1871-1876), sénateur (1876-1895)               |
| 1848                                     |                   | Frédéric-René Delaunay (1802-1876)       |              | Juge à Alençon                                                                                              |
| av.1868                                  |                   | Émile Gabriel Auguste, comte d'Avout     |              | Maire de Pacé                                                                                               |
| av.1868                                  |                   | Ernest Léveillé (1833-1884)              |              | Propriétaire à Alençon                                                                                      |
|                                          |                   |                                          |              | |
|                                          | 1896 (décès)      | M. Gaulay                                |              | |
|                                          |                   |                                          |              | |
| 1904                                     | 1910              | Jean Leboucher (1859-1936)               | Républicain  | Ancien pharmacien à Alençon                                                                                 |
| 1904                                     | 1910              | Pierre Bourgine                          |              | Minotier, maire de Condé-sur-Sarthe                                                                         |
| 1910                                     | sept.1910 (décès) | Albert Herpin                            |              | Imprimeur, adjoint au maire d'Alençon                                                                       |
| 1910                                     |                   | M. Breux                                 | Radical      | |
| nov.1910                                 | 1919              | Kléber Létard (1859-1920                 |              | Vétérinaire sanitaire à Alençon                                                                             |
| 1919                                     | 1922              | M. Fortin                                | RG           | Propriétaire à La Ferrière-Bochard                                                                          |
| 1922                                     | 1934              | Henri Deschamps (1855-1936)              | RG           | Adjoint au maire d'Alençon                                                                                  |
| 1934                                     | 1940              | M. Damoiseau                             | RG           | |
| 1934                                     | 1940              | M. Renault                               | URD          | |
| 1940                                     |                   |                                          |              | Les conseils d'arrondissement ont été suspendus par la loi du 12 octobre 1940 et n'ont jamais été réactivés |
| Les données manquantes sont à compléter. |                   |                                          |              | |

### Conseillers généraux de 1833 à 2015
| Période | Période          | Identité                        | Étiquette                         | Qualité |
| ------- | ---------------- | ------------------------------- | --------------------------------- | --- |
| 1833    | 1836             | Jacques Frédéric d'Avout        |                                   | Ancien officier d'ordonnance du prince d'Eckmühl, maire d'Alençon (1832-1835)                                                                               |
| 1836    | 1846             | Jacques Cavalier                |                                   | Propriétaire, maréchal de camp en retraite à Alençon |
| 1846    | 1861 (décès)     | Napoléon Joseph Curial          | Droite                            | Maire d'Alençon (1843-1848), député (1848-1851), sénateur (1852-1861)                                                                                       |
| 1862    | 1871             | Pierre Duchesne de La Sicotière |                                   | Avocat, sénateur (1876-1895), conseiller municipal d'Alençon                                                                                                |
| 1871    | 1889             | François-Isidore Poupet         | Républicain                       | Avocat, maire d'Alençon (1872-1874, 1878-1881) |
| 1889    | 1892 (décès)     | Ernest-André Marchand           |                                   | Blanchisseur de fil puis imprimeur, directeur du journal L'Avenir de l'Orne, maire d'Alençon (1881-1892)                                                    |
| 1892    | 1901             | Albert Chambay                  | Républicain                       | Docteur en médecine, maire d'Alençon (1892-1904) |
| 1901    | 1937             | Paul Romet                      | Nationaliste URD                  | Négociant à Alençon |
| 1937    | 1940             | René Romet                      | URD                               | Négociant, maire de Saint-Nicolas-des-Bois, nommé conseiller départemental en 1943                                                                          |
|         |                  |                                 |                                   | |
| 1945    | 1970             | Émile Janvier                   | DVD-RPF puis RS puis UNR puis UDR | Minotier, député (1960-1962), maire de Saint-Denis-sur-Sarthon                                                                                              |
| 1970    | 1982 (décès)     | Émile Barbe                     | DVD                               | Entrepreneur de menuiserie, maire de Damigny (1965-1982) |
| 1982    | 1988             | André Artois                    | UDF-CDS                           | Adjoint au maire d'Alençon (1965-1977) |
| 1988    | 2012 (démission) | Joaquim Pueyo                   | PS                                | Retraité de la fonction publique, maire de Livaie (1983-2008), puis d'Alençon depuis 2008, président de la communauté urbaine d'Alençon, député depuis 2012 |
| 2012    | 2015             | Léone Besnard                   | PS                                | Assistante de service social, conseillère régionale, adjointe au maire de Saint-Germain-du-Corbéis (2008-2012)                                              |

Le canton participe à l'élection du député de la première circonscription de l'Orne.

### Conseillers départementaux à partir de 2015
| Période élective | Période élective | Mandat | Mandat   | Identité          | Nuance | Nuance | Qualité |
| ---------------- | ---------------- | ------ | -------- | ----------------- | ------ | ------ | --- |
| 2015             | 2021             | 2015   | 2021     | Vanessa Bournel   |        | PS     | Professeure de physique-chimie à Mamers                                                                                               |
| 2015             | 2021             | 2015   | 2021     | Jean-Claude Pavis |        | PS     | Retraité de l'Éducation nationale, ancien conseiller général du Canton d'Alençon-2 (1988-2001) puis du canton d'Alençon-3 (2009-2015) |
| 2021             | 2028             | 2021   | en cours | Vanessa Bournel   |        | PS     | Adjointe au maire d'Alençon |
| 2021             | 2028             | 2021   | en cours | Joaquim Pueyo     |        | PS     | Retraité de la fonction publique, maire et président de la communauté urbaine d'Alençon, ancien député (2012-2020)                    |

### Résultats détaillés

#### Élections de mars 2015
À l'issue du 1er tour des élections départementales de 2015, deux binômes sont en ballottage : Vanessa Bournel et Jean-Claude Pavis (PS, 35,65 %) et Bertrand Deniaud et Françoise Mornet (Union de la Droite, 34,73 %). Le taux de participation est de 50,85 % (5 554 votants sur 10 922 inscrits) contre 54,04 % au niveau départemental et 50,17 % au niveau national.
Au second tour, Vanessa Bournel et Jean-Claude Pavis (PS) sont élus avec 50,27 % des suffrages exprimés et un taux de participation de 49,97 % (2 490 voix pour 5 458 votants et 10 922 inscrits).

#### Élections de juin 2021
Le premier tour des élections départementales de 2021 est marqué par un très faible taux de participation (33,26 % au niveau national). Dans le canton d'Alençon-1, ce taux de participation est de 30,84 % (3 115 votants sur 10 102 inscrits) contre 34,53 % au niveau départemental. À l'issue de ce premier tour, deux binômes sont en ballottage : Vanessa Bournel et Joaquim Pueyo (PS, 50,53 %) et Patricia Boisnard et Philippe Drillon (LR, 23,45 %).
Le second tour des élections est marqué une nouvelle fois par une abstention massive équivalente au premier tour. Les taux de participation sont de 34,36 % au niveau national, 34,27 % dans le département et 32,23 % dans le canton d'Alençon-1. Vanessa Bournel et Joaquim Pueyo (PS) sont élus avec 65,13 % des suffrages exprimés (1 937 voix pour 3 257 votants et 10 105 inscrits),,.

## Composition

### Composition avant 2015
Le canton d'Alençon-1 comptait 19 294 habitants.
- Alençon (fraction) ;
- Colombiers ;
- Condé-sur-Sarthe ;
- Cuissai ;
- Damigny ;
- La Ferrière-Bochard ;
- Gandelain ;
- Héloup ;
- Lalacelle ;
- Lonrai ;
- Mieuxcé ;
- Pacé ;
- La Roche-Mabile ;
- Saint-Céneri-le-Gérei ;
- Saint-Denis-sur-Sarthon ;
- Saint-Germain-du-Corbéis ;
- Saint-Nicolas-des-Bois.

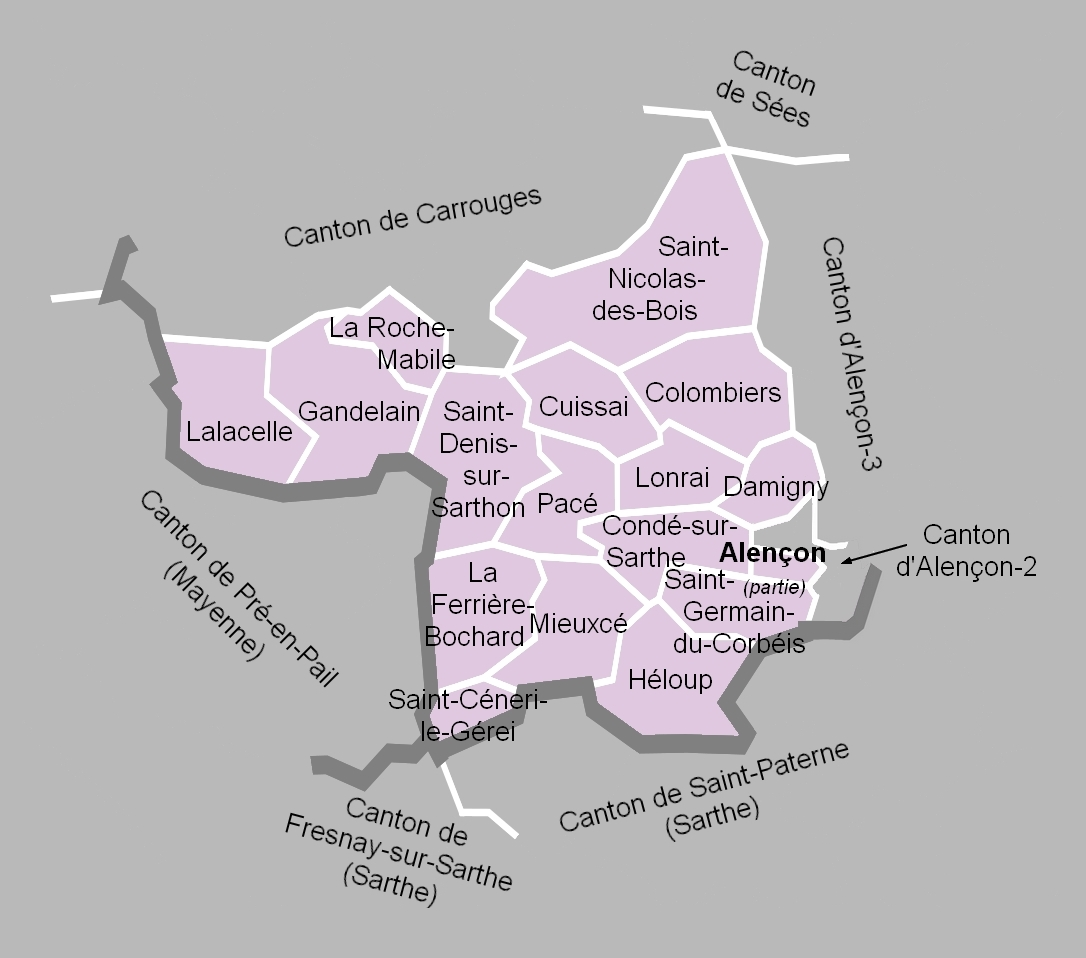
La carte des communes de l'ancien canton. Les cantons limitrophes étaient ceux de Carrouges, de Sées, d'Alençon-3, d'Alençon-2, de Saint-Paterne ,de Fresnay-sur-Sarthe et de Pré-en-Pail.

Situation du canton dans l'arrondissement d'Alençon (hors Alençon).

Ce canton comprenait la portion de territoire de la ville d'Alençon située à l'ouest d'une ligne déterminée par « l'axe des voies ci-après : rue de Bretagne, rue aux Sieurs, Grande-Rue (section comprise entre la rue de la Sarthe et la rue du Pont-Neuf) » et « par la Sarthe. »
À la suite du redécoupage des cantons pour 2015, toutes les communes à l'exception d'Alençon et Saint-Germain-du-Corbéis sont rattachées au canton de Damigny. La commune de Saint-Germain-du-Corbéis et le secteur à l'est de l'avenue de Koutiala et de la rue Candie de la partie alençonnaise de ce canton sont intégrées au canton d'Alençon-2 ; la partie alençonnaise à l'ouest desdites voies est à nouveau intégrée au canton d'Alençon-1.

#### Ancienne commune
La commune du Froust, absorbée en 1821 par Saint-Nicolas-des-Bois, était la seule commune supprimée, depuis la création des communes sous la Révolution, incluse dans l'ancien territoire du canton d'Alençon-1.

### Composition depuis 2015
Le nouveau canton d'Alençon-1 comprend une commune entière et une fraction de la commune d'Alençon.
| Nom                             | Code Insee | Intercommunalité | Superficie (km2) | Population (dernière pop. légale)                | Densité (hab./km2) | Modifier                                    |
| ------------------------------- | ---------- | ---------------- | ---------------- | ------------------------------------------------ | ------------------ | ------------------------------------------- |
| Alençon (bureau centralisateur) | 61001      | CU d'Alençon     | 10,68            | Fraction : 15 073 (2022) Commune : 25 667 (2022) | 2 403              | modifier les données · modifier les données |
| Cerisé                          | 61077      | CU d'Alençon     | 4,42             | 853 (2022)                                       | 193                | modifier les données · modifier les données |
| Canton d'Alençon-1              | 6102       |                  |                  | 15 926 (2022)                                    |                    | modifier les données                        |

La partie de la commune d'Alençon intégrée dans le canton est celle située au nord d'une ligne définie par l'axe des voies et limites suivantes : depuis la limite territoriale de la commune de Saint-Germain-du-Corbéis, avenue de Koutiala, rue de Guerame, place Candie, rue Candie, rond-point, rue Antoine-Jullien, place du Commandant-Daniel-Desmeulles, cours Georges-Clemenceau, Grande-Rue, rue du Pont-Neuf, cours de la Sarthe, boulevard de la République, rue de la Fuie-des-Vignes, ligne de chemin de fer, cours de la Sarthe, jusqu'à la limite territoriale de la commune de Saint-Paterne.

## Démographie

### Démographie avant 2015
| 1982 | 1990   | 1999   | 2006   | 2011   | 2012   |
| ---- | ------ | ------ | ------ | ------ | ------ |
| -    | 18 762 | 19 413 | 19 173 | 19 382 | 19 294 |

### Démographie depuis 2015
En 2022, le canton comptait 15 926 habitants, en évolution de −1,58 % par rapport à 2016 (Orne : −3,21 %, France hors Mayotte : +2,11 %).
| 2013   | 2018   | 2022   |
| ------ | ------ | ------ |
| 16 028 | 15 987 | 15 926 |